# ایوا ریدبرگ
ایوا ریدبرگ (انگلیسی: Eva Rydberg؛ زادهٔ ۲۰ ژوئن ۱۹۴۳) خوانندگی، هنرپیشه، کمدین، revue-artist، رقص اهل سوئد است.